# Avondale Shipyards
Avondale Shipyard — в прошлом независимая судостроительная компания, приобретённая в 1999 г. Litton Industries, в свою очередь, приобретённой в 2001 г. компанией Northrop Grumman. Верфь расположена на западном берегу реки Миссисипи приблизительно в 20 милях вверх по течению от Нового Орлеана, штат Луизиана рядом c Эвондейл, штат Луизиана. На этой верфи в 1980-е гг. проходил модернизацию линейный корабль USS Iowa (BB-61). В это время верфь являлась крупнейшим частным предприятием в штате Луизиана, на котором работало 26 000 служащих. В 2007 г. на судоверфи работало 6000 сотрудников.

## История предприятия
1938 год является годом основания компании Avondale Marine Ways, Inc., которая в начале своей деятельности занималась строительством кораблей и барж, предназначенных для навигации на р. Миссисипи. В 1941 году на предприятии работало только 200 сотрудников. После Второй мировой войны, компания Avondale извлекла значительную выгоду от расширения нефтедобычи в Луизиане, строя суда для обеспечения разведки нефтяных месторождений и добычи нефти. Рост речных перевозок также позволил верфи Avondale заняться морским ремонтом.
В 1959 году Avondale Marine Ways была приобретена фирмой Ogden Corporation, и изменила своё название в 1960 году на Avondale Shipyards, Inc. Новый филиал Ogden Corporation скоро вышел на доходный рынок заказов для ВМС США, получив заказ на строительство 27 эскортных эсминцев (в 1975 году переклассифицированных во фрегаты) типа «Нокс», а также на строительство вспомогательных судов на 25 лет вперёд. В течение 1960-х и 1970-х годов, на верфи произошла модернизация оборудования, позволившая ей остаться одним из передовых судостроительных предприятий США. так и для морского ремонта.
В 1981-1986 годах верфь Avondale Shipyards в сотрудничестве с японской судоверфью Ishikawajima Harima Heavy Industries освоила технологию модульного строительства кораблей. В 1990 году, компания Avondale Shipyards вошла в трудный для неё период развития, связанный с общим сокращением военных расходов ВМС США в связи с прекращением холодной войны (более 80 % оборота предприятия были заказами ВМС США).
В 1990-х годах Avondale воспользовалась федеральной помощью, предназначенной для модернизации американские судоверфей, производимой для того, чтобы верфи оставались конкурентоспособными. Avondale после 1996 года получила также новые заказы на строительство десантных транспортов-доков типа «Сан-Антонио»

## Корабли, построенные верфью
Корабли, построенные на верфи Avondale Shipyard:
- Контейнеровозы класса APL C-9 (1980–1983), изначально President Monroe, President Washington и President Lincoln. В настоящее время они эксплуатируются Matson Navigation Company[англ.] как M/V Manoa, Mahimahi и Mokihana соответственно.
- Лихтеровозы типа «C-8»[англ.].
- USCGC Healy — ледокол и исследовательское судно Береговой охраны США (1999).
- Десантные транспорты-доки[англ.] типа «Сан Антонио» — 6 из 9 судов (2000—н.в.), включая USS New York, построенный из стали башен Всемирного торгового центра, разрушенных в результате атак 11 сентября, и USS Somerset[англ.], построенный из стали крана, стоявшего рядом с местом крушения рейса 93 United Airlines.
- Десантные корабли-доки типа «Харперс Ферри» — 4 корабля (1991–97).
- Десантные корабли-доки типа «Уидби Айленд» — 5 из 8 кораблей (1986–90).
- SS Velma Lykes, теперь TS Kennedy[англ.] — учебное судно для Массачусетской морской академии[англ.]
- Танкеры-заправщики[англ.] класса «Симаррон»[англ.] — 5 кораблей, (1981–1983).
- Танкеры-заправщики класса «Генри Дж. Кайзер»[англ.] — 14 кораблей (1984–96).
- Транспортные грузовые суда[англ.] типа «Боб Хоп»[англ.] — 7 кораблей (1993—2001).
- Сторожевые катера класса «Хэмилтон»[англ.] — 12 кораблей (1967–1972).
- Фрегаты типа «Нокс» — 27 кораблей (1967–74)[1].
- USCGC Greenbrier[англ.] — речной тендер Береговой охраны США.
- Исправительный центр имени Вернона С. Бейна[англ.] — плавучая тюрьма в Нью-Йорке (1992)[2].
- MV President Lincoln — контейнеровоз IMO (1982).